# زبان برتون

شش منطقه با ملیت سلتی که هر منطقه زبان خاص بومی خود را که زیر مجموعه زبان سلتی است دارا می‌باشد. رنگ سبز: زبان ایرلندی - رنگ سیاه: زبان برتون - رنگ قرمز: زبان ولزی - رنگ کرم: زبان مانکس - رنگ آبی: زبان گالیک اسکاتلندی - رنگ زرد: زبان کورنی

زبان برتون از خانواده زبان‌های سلتی است که در منطقه بریتانی واقع در شمال غربی کشور فرانسه بدان تکلم می‌شود. زبان برتون از شاخه زبان‌های برتونی است که از گروه زبان‌های سلتی بریتانیایی کهن زاده شده‌است. زبان برتون توسط برتون‌ها در عصر آهن توسط مهاجرین از بریتانیای کبیر به ناحیه آرموریکا (شمال غرب فرانسه) آمده‌است. زبان برتون همانند دیگر زبان‌های برتونی مثل ولزی و کرونی جزء زبان‌های سلتی جزایر بریتانیا محسوب می‌شود.